# Siemion Budionny

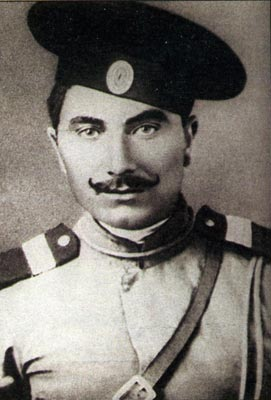
Siemion Budionny w 1912

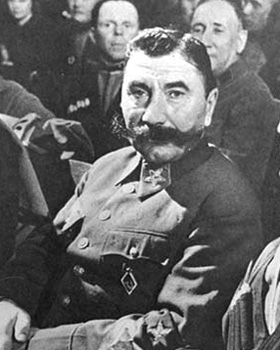
Siemion Budionny w 1937

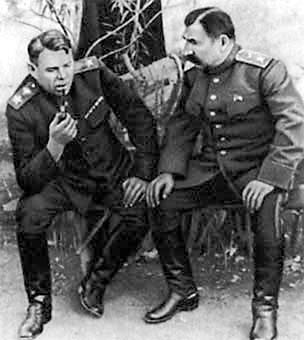
Marszałkowie Aleksandr Wasilewski i Siemion Budionny w 1943

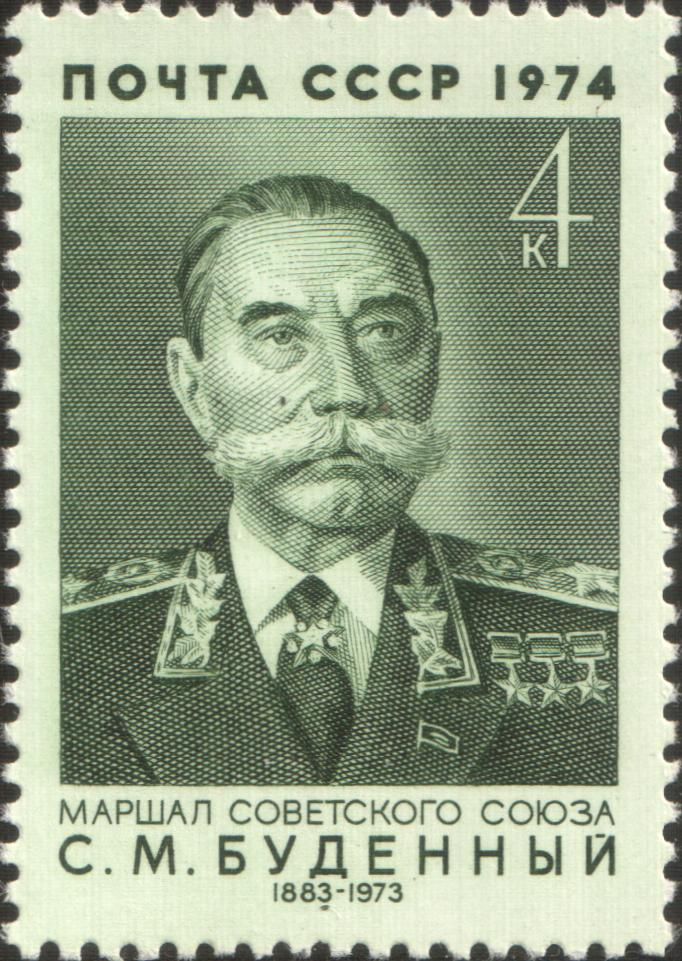
Znaczek Poczty ZSRR z marszałkiem Siemionem Budionnym w 1974

Siemion Michajłowicz Budionny (ros. Семён Михайлович Будённыйⓘ, ur. 13 kwietnia?/25 kwietnia 1883 w Koziurinie, zm. 26 października 1973 w Moskwie) – rosyjski i radziecki dowódca wojskowy, kawalerzysta, dowódca 1 Armii Konnej, I zastępca komisarza obrony ZSRR, Główny Inspektor Ministerstwa Obrony ZSRR, marszałek Związku Radzieckiego (1935), trzykrotny Bohater Związku Radzieckiego (1958, 1963, 1968), deputowany i członek Prezydium Rady Najwyższej ZSRR.

## Życiorys

### Dzieciństwo i młodość
Urodził się w chutorze Koziurin koło Rostowa w rodzinie biednego chłopa, na terenie ówczesnego obwodu Wojska Dońskiego. W dzieciństwie pracował jako pasterz i robotnik rolny. W wojsku służył od 1903, w latach 1904–1905 uczestniczył w wojnie rosyjsko-japońskiej. W 1907 jako najlepszy jeździec pułku wysłany do Petersburga do szkoły oficerów kawalerii na roczny kurs dla niższych stopni. Do 1914 służył w pułku dragonów.

### I wojna światowa
W I wojnie światowej służył jako starszy podoficer na frontach niemieckim, austriackim i kaukaskim, m.in. w Operacji Łódzkiej. Latem 1917 wraz z pułkiem przybył do Mińska, gdzie został wybrany przedstawicielem komitetu żołnierskiego pułku. Latem 1917 uczestniczył w rozbrojeniu wojsk korniłowskich w Orszy. Po bolszewickiej rewolucji październikowej wrócił nad Don, gdzie został wybrany członkiem miejscowego Komitetu Rad.

### Wojna domowa w Rosji
W lutym 1919 utworzył konny oddział Armii Czerwonej pod swoim dowództwem. Oddziałem przemianowanym 19 listopada 1919 na 1. Armię Konną, dowodził w latach 1919–1923, walcząc z wojskami gen. Piotra Wrangla nad Donem, w październiku-listopadzie 1919 pokonując kozackie korpusy generałów Konstantina Mamontowa i Andrieja Szkury i zwyciężając Siły Zbrojne Południa Rosji gen. Antona Denikina pod Woroneżem i w bitwie o węzeł kolejowy Kastornoje.

### Wojna polsko-bolszewicka 1920
W wojnie polsko-bolszewickiej 1 Armia Konna przerzucona marszem na front polski z Kaukazu Północnego (Majkop) przerwała 5 czerwca 1920 front polsko-sowiecki pod Samhorodkiem na Ukrainie i uderzyła na tyły Wojska Polskiego zajmującego Kijów. Nacierała następnie na Żytomierz, który zajęła 7 czerwca, wycinając w pień polski garnizon, niszcząc stację kolejową i magazyny wojskowe i uwalniając kilka tysięcy sowieckich jeńców i Berdyczów, gdzie spaliła szpital z 600 rannymi Polakami i siostrami Czerwonego Krzyża. 27 czerwca Budionny zajął Zwiahel, 10 lipca – Równe. W końcu lipca 1920 armia Budionnego uderzyła w kierunku na Lwów. 17 sierpnia 1920 stoczyła krwawą bitwę pod Zadwórzem. Budionny wykonał wówczas z opóźnieniem rozkaz skierowania się na północny zachód dla wsparcia atakujących Warszawę wojsk Frontu Zachodniego Michaiła Tuchaczewskiego. Manewr Budionnego nastąpił za późno – 16 sierpnia 1920 Wojsko Polskie rozpoczęło kontrofensywę na flankę i tyły wojsk Tuchaczewskiego, rozbijając je i zmuszając do generalnego odwrotu spod Warszawy. Budionny został powstrzymany pod Zamościem przez broniące miasta oddziały polskie i ukraińskie, a następnie 31 sierpnia, rozbity pod Komarowem, wycofał się za Bug do Włodzimierza Wołyńskiego, gdzie oczekiwały posiłki z Moskwy. Mimo wsparcia, został jednak wyparty i stamtąd, nękany przez polską kawalerię, a także lotnictwo. Podczas odwrotu do Żytomierza morale i dyscyplinę w szeregach Konarmii zaczęły zastępować instynkty bandyckie. Maszerując w stronę Dniepru, podkomendni Budionnego dopuścili się serii pogromów, w dużej mierze na Żydach.

### Dalsza służba
W latach 1921–1923 był zastępcą dowódcy Północnokaukaskiego Okręgu Wojskowego, od 1923 zaś pomocnikiem ds. kawalerii głównodowodzącego Armią Czerwoną, w latach 1924–1937 był inspektorem kawalerii. W 1932 ukończył Akademię Wojskową im. Michaiła Frunzego. Od 1934 należał do WKP(b).
20 listopada 1935 został mianowany (jako jeden z pięciu dowódców) Marszałkiem Związku Radzieckiego. W przeciwieństwie do wielu innych dowódców rewolucyjnych, nie utracił zaufania Józefa Stalina. Od 1937 do 1939 dowodził Moskiewskim Okręgiem Wojskowym, a od sierpnia 1940 był I zastępcą komisarza (ministra) obrony ZSRR.

### II wojna światowa
W czasie II wojny światowej, był członkiem Stawki Najwyższego Naczelnego Dowództwa, uczestniczył w obronie Moskwy, dowodził grupą wojsk rezerwy Stawki, następnie w okresie lipiec – sierpień 1941 był dowódcą Kierunku Południowo-Zachodniego, od września do października 1941 Frontu Rezerwowego, od kwietnia do maja 1942 głównodowodzącym Kierunku Północno-Kaukaskiego, a od maja do sierpnia 1942 Frontu Północno-Kaukaskiego.
Latem 1941, na żądanie Budionnego, dowództwo radzieckie przystąpiło do tworzenia nowych jednostek. Na koniec roku dodatkowo utworzono ok. 80 dywizji lekkiej kawalerii. Od stycznia 1943 dowodził kawalerią ZSRR.

### Okres powojenny
Po II wojnie światowej, w latach 1947–1953 dodatkowo był zastępcą ministra rolnictwa, w następnych latach zaś był inspektorem kawalerii i Głównym Inspektorem Ministerstwa Obrony ZSRR.
Ośmiokrotnie deputowany do Rady Najwyższej ZSRR, a od 1938 członek Prezydium RN ZSRR.
Zmarł w wieku 90 lat, został pochowany przy murze Kremla na Placu Czerwonym w Moskwie. W jego pogrzebie uczestniczyła delegacja PRL z wiceministrem obrony narodowej gen. broni Józefem Urbanowiczem na czele.

## Odznaczenia
- Złota Gwiazda Bohatera Związku Radzieckiego – trzykrotnie (1 lutego 1958, 24 kwietnia 1963, 22 lutego 1968)
- Order Lenina – ośmiokrotnie (1935, 1939, 1943, 1945, 1953, 1958, 1958, 1973)
- Order Czerwonego Sztandaru – sześciokrotnie
- Order Suworowa I klasy
- Order Czerwonego Sztandaru Pracy Azerbejdżańskiej SRR
- Order Czerwonego Sztandaru Pracy Uzbeckiej SRR
- Medal 100-lecia urodzin Lenina
- Medal „Za obronę Moskwy”
- Medal „Za obronę Sewastopola”
- Medal „Za obronę Odessy”
- Medal „Za obronę Kaukazu”
- Medal „Za zwycięstwo nad Japonią”
- Medal „Za zwycięstwo nad Niemcami w Wielkiej Wojnie Ojczyźnianej 1941–1945” (1945)
- Medal jubileuszowy „Dwudziestolecia zwycięstwa w Wielkiej Wojnie Ojczyźnianej 1941–1945” (1965)
- Medal jubileuszowy „XX lat Robotniczo-Chłopskiej Armii Czerwonej” (1938)
- Medal jubileuszowy „30 lat Armii Radzieckiej i Floty” (1948)
- Medal jubileuszowy „40 lat Sił Zbrojnych ZSRR” (1958)
- Medal jubileuszowy „50 lat Sił Zbrojnych ZSRR”
- Medal „W upamiętnieniu 800-lecia Moskwy” (1947)
- Medal „W upamiętnieniu 250-lecia Leningradu”
- Krzyż św. Jerzego I, II, III i IV stopnia (Imperium Rosyjskie)
- Medal Świętego Jerzego I, II, III i IV stopnia (Imperium Rosyjskie)
- Order Suche Batora – dwukrotnie (Mongolia)
- Order Czerwonego Sztandaru (Mongolia)